# Castell d'Inverness
Castell d'Inverness (gaèlic escocès: Caisteal Inbhir Nis) es troba en un penya-segat amb vistes al riu Ness a Inverness, Escòcia. Des del 1057 hi ha una successió de castells, encara que l'estructura actual data del 1836. L'estructura actual és un edifici catalogat de categoria A.

## Història

### Història medieval
Des de l'any 1057 hi ha una successió de castells en aquest lloc Es diu que el castell va ser construït per Malcolm III d'Escòcia (Máel Coluim mac Donnchada). El primer castell d'Inverness va ser parcialment destruït pel rei Robert I d'Escòcia el 1307, que va arrasar els seus merlets.
El 1428, Jaume I, en el seu esforç per portar els Highlanders al taló, va convocar cinquanta caps de clan a un plet al castell d'Inverness. No obstant això, "on es trobava el Parlament en aquell moment, van ser detinguts un a un per ordre del Rei, planxats i empresonats en diferents apartaments i prohibits de tenir qualsevol comunicació entre ells o amb els seus seguidors". Diversos caps van ser executats a l'acte. Entre els arrestats hi havia Alexandre, 3r Lord de les Illes, i la seva mare, Mariota, comtessa de Ross . Lord Alexander va romandre empresonat durant dotze mesos, després dels quals va tornar a Inverness amb 10.000 homes i va cremar la ciutat, tot i que no va poder prendre el castell.
El castell va ser ocupat durant la incursió a Ross el 1491. A Walter Ogilvy se li va pagar el febrer de 1498 per la reparació de les dues torres "gemmel" del castell d'Inverness. Una "gemmel" és una parella. El febrer de 1509 Jaume IV va fer que Alexander Gordon, 3r comte de Huntly fos guardià hereditari del castell i xèrif d'Inverness.

### Maria Stuart, reina d'Escòcia

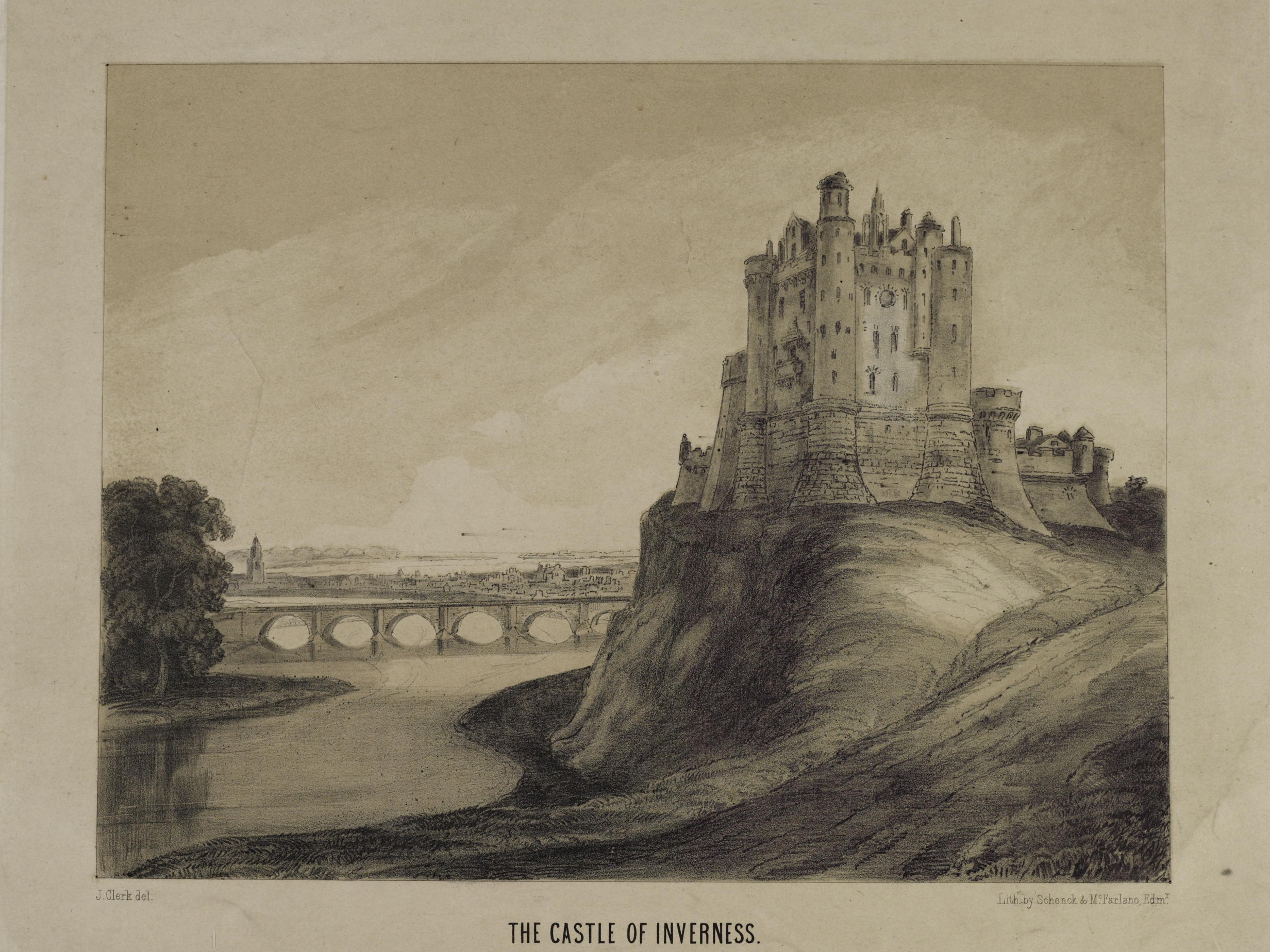
Vista històrica del castell d'Inverness

El 1548 un altre castell amb torre va ser completat per George Gordon, quart comte de Huntly (1514–1562). Huntly s'havia vist obligat a construir una sala i una capella al castell per Jaume V i Margarida Tudor en relació amb el seu matrimoni amb Elizabeth Keith el 1530. Huntly va ser conestable del castell fins al 1562. Maria de Guise, regent d'Escòcia, va venir a Inverness l'agost de 1556 per celebrar tribunals de justícia. El castell va ser pres més tard pel clan Munro i el clan Fraser, que van donar suport a Maria, reina d'Escòcia durant el setge d'Inverness (1562) . Robert Mor Munro, 15è baró de Foulis, cap del clan Munro, va ser un acèrrim partidari i amic fidel de Maria, reina d'Escòcia i, en conseqüència, va ser tractat favorablement pel seu fill Jaume VI.
Mary, reina d'Escòcia va arribar a Inverness el setembre de 1562. Va viatjar des d'Aberdeen. Va creuar el riu Spey a Boharm amb ferri. El vaixell va costar 40 xílings i el seu limoiner va donar diners als pobres de Boharm. Hi havia un hospital al costat del camí dedicat a Sant Nicolau a Boat o'Brig a Boharm, un pas de Spey on abans hi havia hagut un pont de fusta.
George Buchanan afirma que quan la desafortunada reina va trobar les portes del castell d'Inverness tancades contra ella, "tan bon punt van saber del perill del seu sobirà, un gran nombre dels escocesos més eminents es van abocar al seu voltant, especialment els Frasers i Munros, que eren estimat com el més valent dels clans que habiten aquells països del nord". Aquests dos clans van prendre el castell d'Inverness per a la reina, que li havia rebutjat l'admissió. Més tard, la reina va penjar el governador, un Gordon que havia rebutjat l'entrada. Els escrits originals de George Buchanan diuen:
| « | Audito Principis periculo magna Priscorum Scotorum multitudo partim excita partim sua sponte afferit, imprimis Fraserie et Munoroii hominum fortissimorum in illis gentibus familiae. | » |

que es tradueix en català com:
| « | «Quan van saber del perill del seu sobirà una gran multitud d'antics escocesos es va abocar al seu voltant per voluntat pròpia, especialment els Frasers i Munros, que eren estimades com les famílies més valentes d'aquells clans. » | » |

Mentre Mary, reina d'Escòcia estava a Inverness, va comprar pólvora i 15 peces de tela de tartan per als seus lacais i membres de la seva llar. Mary es va traslladar a Speyside escortada per "capitans dels homes de les Highlands", el servei dels quals va costar £313-6s-8d escocesos.

### Altres setges del castell d'Inverness
Posteriorment hi va haver setges d' Inverness el 1562, 1649, 1650, 1689, 1715 i 1746. Mary, reina dels escocesos i Lord Darnley van nomenar Hucheon Rose of Kilravock guardià del castell el setembre de 1565. A l'octubre es va decidir que el comte de Huntly n'havia de ser el guardià.
El maig de 1619 es va informar que el castell d'Inverness es trobava en mal estat, i "una gran part del mateix estava bastant caiguda". El rei Jaume va escriure de Theobalds al comte de Mar i Gideon Murray amb ordres de reparar el castell tan bon punt s'acabessin les obres prioritàries al palau de Linlithgow i al castell de Dumbarton. Jaume va pensar que "encara que pot ser que en el nostre temps no ho veurem mai, i molt menys habitar-hi, però que alguns dels nostres successors tinguin ocasió de romandre-hi". El castell no va ser reparat en aquest moment.

### Estructura actual
L'estructura actual es va construir sobre el lloc del castell original. L'estructura de pedra arenisca vermella, que mostra un estil emmerletat primerenc, és obra d'uns quants arquitectes del segle xix. El principal (sud), que incorporava els antics edificis del comtat, inclòs el Sheriff Court, va ser dissenyat per William Burn (1789–1870) en un primer castell, construït en pedra sorrenca vermella i acabat el 1836. El bloc nord, que es va utilitzar originalment com a presó i posteriorment com a palau de justícia addicional, va ser dissenyat per Thomas Brown II (1806– c. 1872 ) d'estil semblant, també construït en pedra arenisca vermella i acabat el 1848. Mentrestant, Joseph Mitchell (1803–1883) va dissenyar les muralles amb tancament se bastions. El disseny de l'edifici principal implicava una façana principal simètrica de set badies orientades al sud. El tram central de tres vans, lleugerament projectats cap endavant, implicava una porta de capçalera rodó flanquejada per finestres de capçal rodó a la planta baixa, tres finestres de capçal rodó al primer pis i un merlet a sobre. Les badies exteriors tenien la forma de torres emmerletades, la torre de l'esquerra era rodona i la torre de la dreta era quadrada.
Després de la implementació de la Llei de govern local (Escòcia) de 1889, que va establir consells de comtat a tots els comtats, els nous líders de comtat van haver d'identificar un lloc de reunió per al Consell del Comtat d'Inverness-shire i disposar-se degudament per reunir-se al palau de justícia. Després que el Consell del Comtat d'Inverness-shire es traslladés a la seva nova seu a Glenurquhart Road el 1963, l'edifici va continuar complint una funció judicial, utilitzant-se per a les audiències del tribunal del xèrif i, un dia al mes, per a les audiències del jutge de pau. cort. Tanmateix, les audiències del Tribunal del Sheriff d'Inverness es van traslladar al Centre de Justícia d'Inverness el 30 de març de 2020.
A causa d'una àmplia renovació i remodelació, el castell i el recinte es van tancar al públic el 2021. Està previst que el lloc torni a obrir al públic el 2025.

## Bitllet de 50 £
Una il·lustració del castell ha aparegut al revers d'un bitllet de 50 lliures emès pel Royal Bank of Scotland, que es va presentar el 2005.

## Galeria

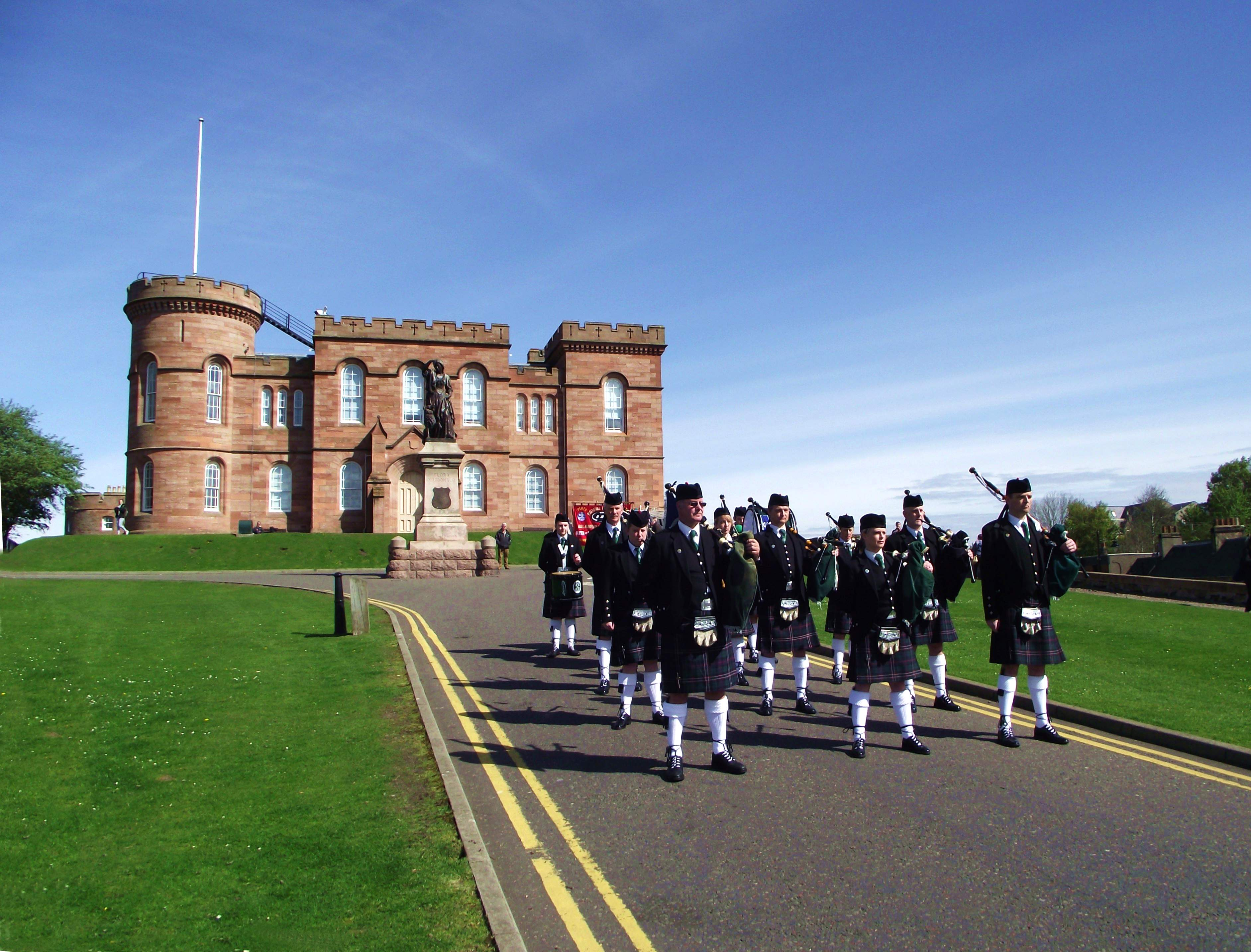
Banda al Castell d'Inverness, 2014
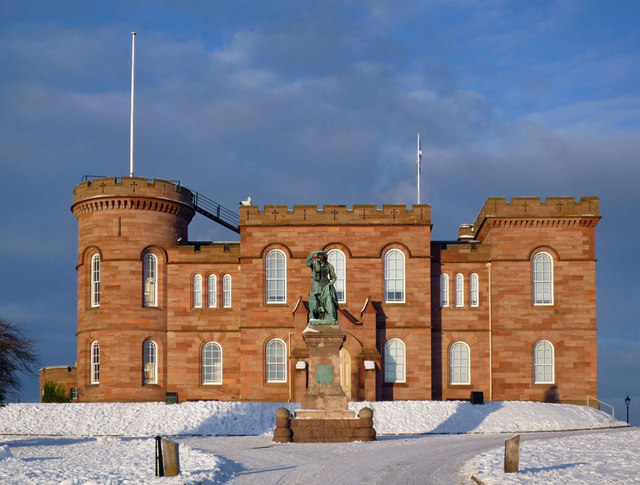
Castell d'Inverness a l'hivern amb l'estàtua de Flora MacDonald en primer pla
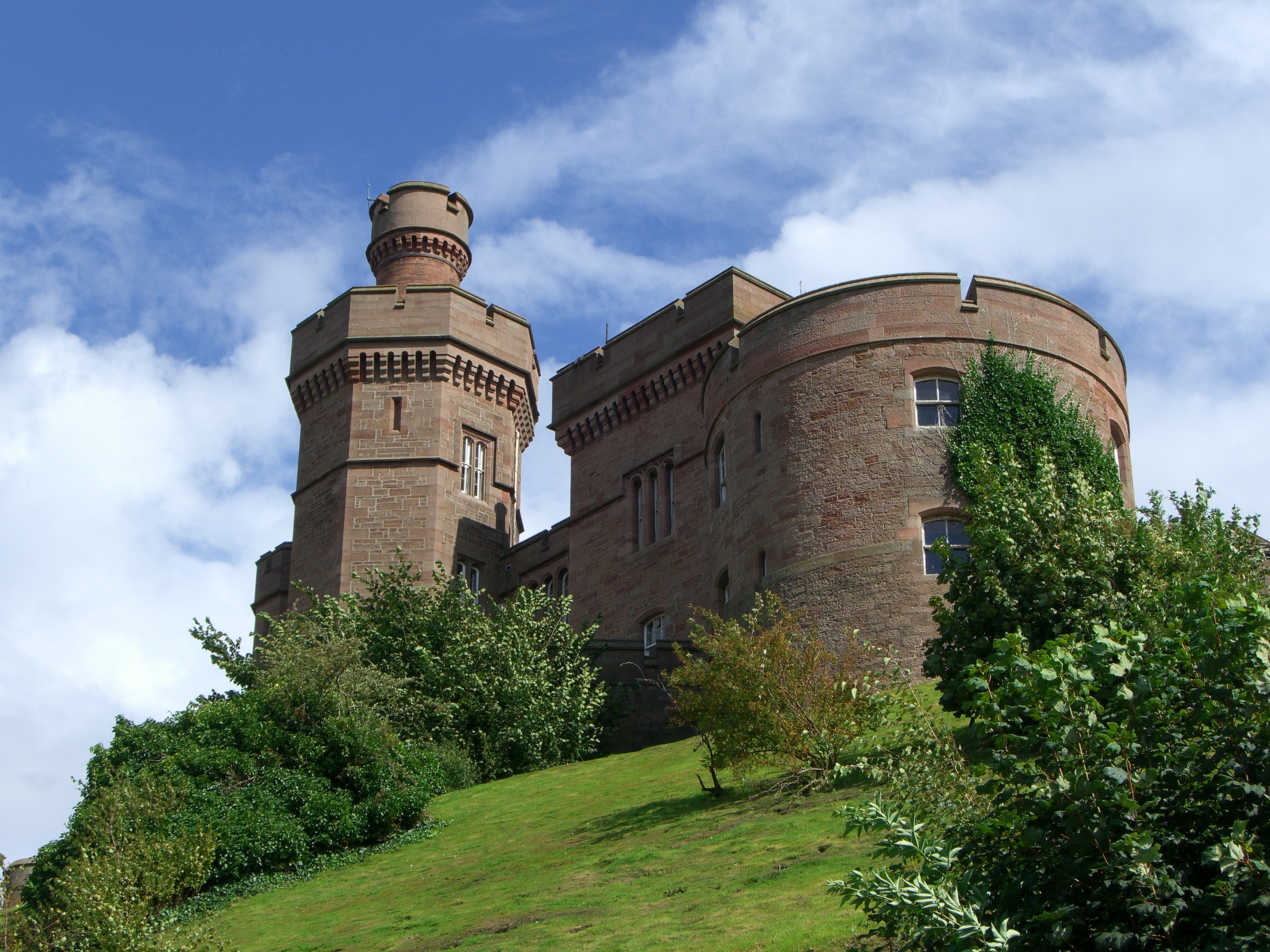
Castell d'Inverness
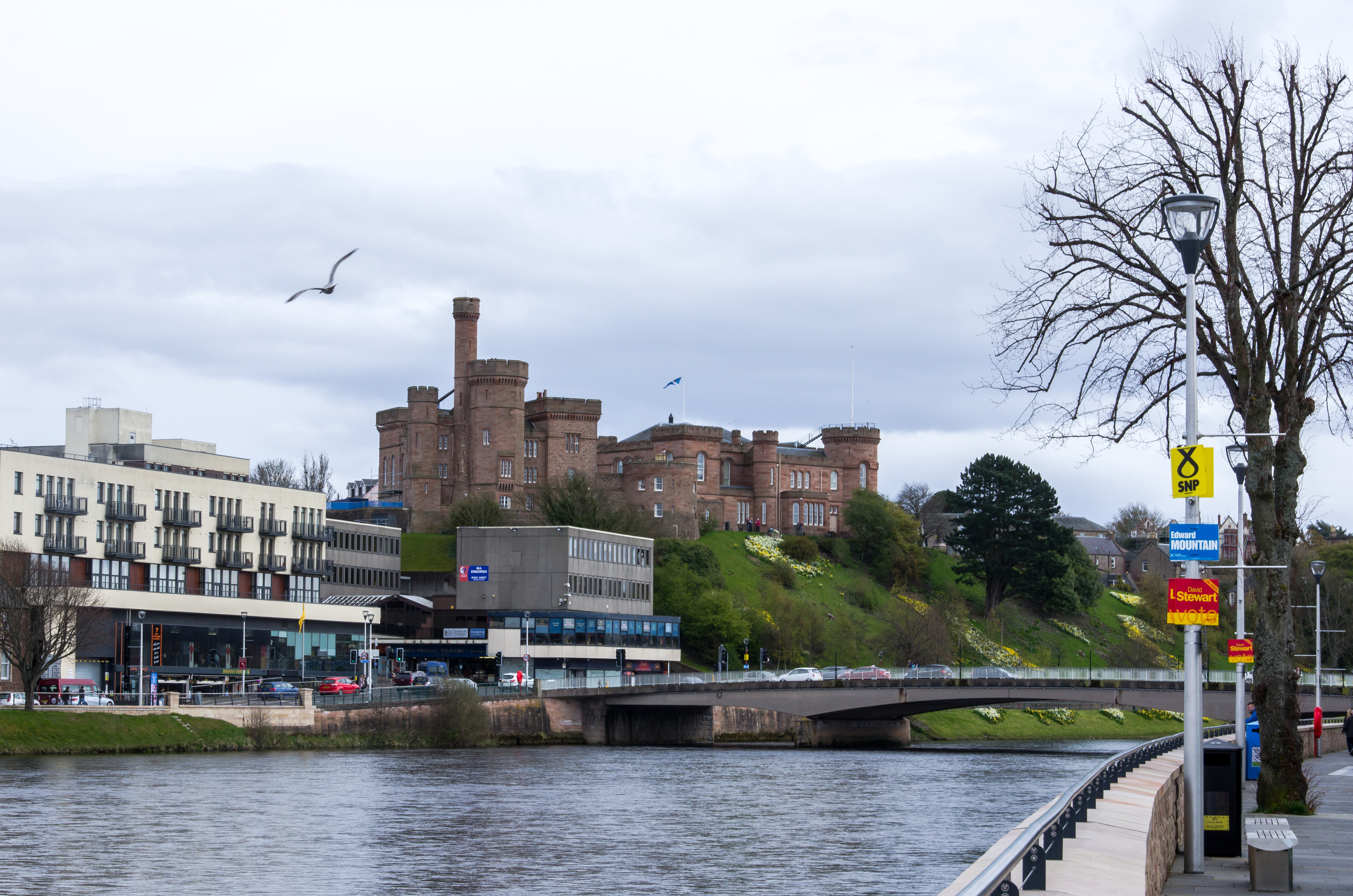
Castell d'Inverness des del Riu Ness.